# Gäddtjärnen (Sorsele socken, Lappland, 728710-155230)
Gäddtjärnen är en sjö i Sorsele kommun i Lappland och ingår i Umeälvens huvudavrinningsområde.